# 足球戰爭
足球戰爭（西班牙語：La guerra del fútbol），又稱一百小時戰爭（Guerra de las 100 horas），是1969年薩爾瓦多與洪都拉斯之間的4日戰爭。事實上，作為導火線的足球與該戰爭的關係其實微乎其微。薩爾瓦多具侵略性的態度，與非法入侵宏都拉斯領土才是導致戰爭爆發的主因。

## 起因
兩國外交關係急速惡化導致戰爭爆發，而雙方的軍政府都期望一個方便的理由吸引各自的國民關心政治。雙方的國營媒體都藉機煽動仇視對方人民，包括宏都拉斯的「反薩爾瓦多移民」宣傳，最後導致成千上萬的薩爾瓦多勞工被驅離宏都拉斯，其中包含工人與長期定居的移民。
這種突如其來的緊張關係最後導致雙方軍事衝突，並將兩國國民的注意力轉移出去，從而使雙方軍隊重整武裝，摧毀了以中美洲共同市場（Mercado Común Centroamericano，簡稱）為代表的中美洲經濟整合，而此整體又建立在較富裕的薩爾瓦多經濟自土地較多的宏都拉斯得利的原則之上。

## 戰爭過程
這存在兩國之間的緊張關係終於因1970年世界盃足球賽北美外圍賽期間的暴動所點燃。1969年7月14日，薩爾瓦多對宏都拉斯發動攻擊。美洲國家組織協調的停火協議於7月20日生效，薩爾瓦多軍隊則於八月初撤退。

### 導火線
這起衝突爆發之背景，乃為薩爾瓦多與宏都拉斯之間的陳年爭議，而不僅是過度狂熱分子或民族主義情感。衝突根源是薩爾瓦多過度開發土地之社會中的地理與人口分裂：富裕的地主掌控了薩爾瓦多的主要農地，因而造成長期以來貧困農民移居薩爾瓦多與鄰近宏都拉斯之間的廣大土地。
1969年，宏都拉斯決定分配土地給宏都拉斯農民，同時沒收薩爾瓦多農民的土地，而這些農民已以此土地維生達數代之久。此舉引發薩爾瓦多農民返國潮，從而造成促發政治與社會動亂的緊張關係。薩爾瓦多的社會保守主義分子擔心返國後會強化土地改革的聲浪，而軍事領導者則擔憂農民的改革主張無法得到滿足，從而發動游擊行動。基於這些原因，加上6月14日兩國外圍賽引發的暴動民氣使然，以及宏都拉斯政府大舉迫害國內的薩爾瓦多人，薩爾瓦多政府發動一場攻打宏都拉斯的五日戰爭。

### 開戰
1969年6月27日，兩國宣布斷絕邦交，雙方關係急速惡化。
7月14日，薩爾瓦多空軍對宏都拉斯对特古西加尔巴郊外的空軍基地進行轟炸，戰爭正式爆發，兩國空軍展開激烈的追逐戰。7月15日，宏都拉斯以轟炸伊羅班哥的機場作為反擊，之後又轉而攻擊該國海邊的的儲油設施和煉油廠，從而打擊了薩爾瓦多的燃料補給。同日，薩爾瓦多派出12000多名地面部隊入侵宏都拉斯，並佔領若干邊境城鎮，以及泛美公路沿線。然而，受限於補給問題，薩國軍隊攻入不久便被迫停止前進。
7月16日，薩爾瓦多空軍再度出擊，卻因機場航管不當，導致飛機擦撞，從而使機場運作停擺。同時，薩爾瓦多地面部隊得到補給，持續挺進。宏都拉斯則徵召1000多名退伍士兵組成榮譽衛隊營（Guardia de Honor Battalión），以運輸機載往前線抵抗薩國部隊，並以10架護航戰機騷擾敵軍。如此持續至薩軍佔領聖羅莎·德科潘（Santa Rosa de Copan）後，榮譽衛隊營才撤離。
7月17日，兩國空軍爆發空戰，薩軍慘敗，空軍戰力大減。同時，在陸戰方面，宏都拉斯也有斬獲，但受限於彈藥不足，沒能將薩爾瓦多軍隊趕出國境，因而使戰事陷入膠著。7月18日，薩爾瓦多開始在宏都拉斯境內展開小型游擊戰，以截斷宏都拉斯陸軍的後援。同时萨尔瓦多也向鄰國收購戰機以重振空軍戰力，然而卻要五天後才能運抵國內。

### 停火
1969年7月18日晚間，在美國與美洲國家組織施壓下，戰爭以停火協議收場，宏都拉斯軍並於當晚21:30停止前進，22:00撤離薩爾瓦多。而薩爾瓦多軍則到8月5日才退回國境。
1980年10月30日，兩國簽署盼違11年的和約，以將領土爭端交付國際法庭審理。

### 空戰

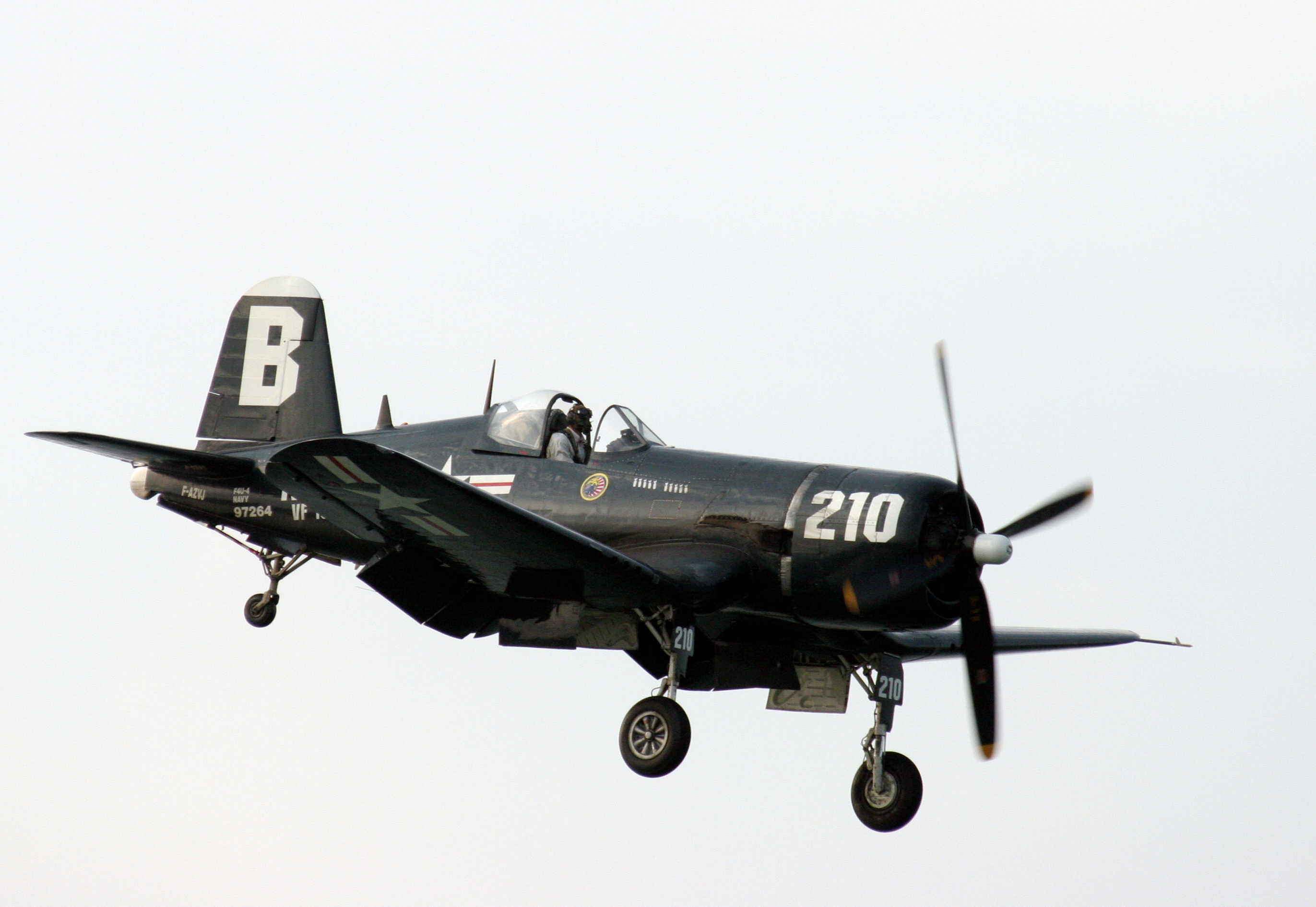
F4U戰鬥機

該戰經常被提及的是最後一次活塞式戰鬥機彼此交火的場面──雙方皆部署第二次世界大戰的美國型號戰機。P-51野馬式戰鬥機、F4U海盜式戰鬥機、T-28以及C-47改裝成轟炸機以配合斬首行動。薩爾瓦多空軍由於裝備不佳，使他們必須以復古的方式用手將炸彈自窗口投出機外。

## 足球比賽結果
- 1969年6月6日特古西加尔巴：宏都拉斯 1 - 0 薩爾瓦多
- 1969年6月15日聖薩爾瓦多：宏都拉斯 0 - 3 薩爾瓦多
- 1969年6月27日墨西哥：宏都拉斯 2 - 3 薩爾瓦多（加時比賽）

## 戰爭結果
- 基本上雙方都「輸」掉戰爭：兩方皆未贏得決定性的勝利，反而兩邊的死亡人數都趨近2000人。
- 這場戰爭導致中美洲共同市場停擺12年，這是個由美國大力推動的區域整合計划，以作為對抗古巴革命影響的工具。
- 兩國軍方的政治影響力大幅增加。戰爭之後的薩爾瓦多國會選舉，國家調解黨（英语：National Coalition Party (El Salvador)）（Partido de Conciliación Nacional，簡稱PCN）自軍方陣營裡成立。由於他們為軍事衝突扮演的角色道歉，而成功囊括了全國與地方選舉。
- 薩爾瓦多的社會情形惡化，政府無法滿足自宏都拉斯返國的人民經濟上的需要。這造成的社會動盪則是之後的薩爾瓦多內戰起因之一。

## 外部連結
- 戰爭詳情
- 薩爾瓦多對宏都拉斯，1969年，100小時戰爭 （页面存档备份，存于）